# TestNG
TestNG是一个Java语言的测试框架，由Cédric Beust受到JUnit和NUnit的启发而创建。TestNG的设计目标是，覆盖更广泛的测试类别范围：单元测试、功能测试、端到端测试、集成测试等，并且功能更强大、更易于使用。

## 功能
TestNG的主要功能包括：
1. 支持注解。
2. 支持参数化和数据驱动测试（用@DataProvider和/或XML配置）。
3. 支持同一个类的多个实例（用@Factory）。
4. 灵活的执行模式。TestNG的运行，既可以通过Ant的build.xml（有或没有一个测试套定义），又可以通过带有可视化效果的IDE插件。不需要TestSuite类，测试套件、测试组及选择运行的测试，都通过XML文件来定义和配置。
5. 并发测试：测试运行在任意大的线程池中，并有多种策略可选（所有方法都有他们自己的线程，或每个测试类一个线程，等等）；测试代码是否线程安全。
6. 嵌入BeanShell（英语：BeanShell）可以获得更大的灵活性。
7. 默认的JDK运行时和日志功能（无依赖）。
8. 应用服务器测试的依赖方法。[需要解释]
9. 分布式测试：允许在从机上进行分布式测试。

### 数据提供者
TestNG中的数据提供者是测试类中的一个方法，该类为依赖测试方法提供了一个不同实际值的数组。
例如：
```
	
/**

	 * 本方法可为任何测试方法提供数据，只要声明测试方法的数据提供者名为

	 * “provider1”即可。

	 */

	
@DataProvider
(
 
name
 
=
 
"provider1"
 
)

	
public
 
Object
[][]
 
createData1
()

	
{

		
Object
[][]
 
objects
 
=
 
new
 
Object
[
2
][]
;

		
objects
[
0
]
 
=
 
new
 
Object
[]
 
{
 
"Cedric"
,
 
36
 
};

		
objects
[
1
]
 
=
 
new
 
Object
[]
 
{
 
"Anne"
,
 
37
 
};

		
return
  
objects
;

	
}

	
/**

	 * 本测试方法声明其数据应由名为“provider1”的数据提供者提供。

	 */

	
@Test
(
 
dataProvider
 
=
 
"provider1"
 
)

	
public
 
void
 
verifyData1
(
 
String
 
s
,
 
Integer
 
i
 
)

	
{

		
System
.
out
.
println
(
 
s
 
+
 
' '
 
+
 
i
 
);

	
}

	
/**

	 * 本数据提供者返回一个参数数组的迭代器。

	 */

	
@DataProvider
(
 
name
 
=
 
"provider2"
 
)

	
public
 
Iterator
<
Object
[]>
 
createData
()

	
{

		
return
 
new
 
MyIterator
(
 
...
 
);

	
}

	
/**

	 * 本数据提供者带有一个 java.lang.reflect.Method 类型的参数。如果多个测试方

	 * 法使用同一个提供者，而且你又希望它能根据不同的测试方法返回不同的值，本方

	 * 法就非常有用。

	 */

	
@DataProvider
(
 
name
 
=
 
"provider3"
 
)

	
public
 
Object
[][]
 
createData
(
 
Method
 
m
 
)

	
{

		
System
.
out
.
println
(
 
m
.
getName
()
 
);

		
return
 
new
 
Object
[][]
 
{
 
new
 
Object
[]
 
{
 
"Cedric"
 
}
 
};

	
}

```

数据提供者的返回值类型可以是以下两种类型之一：
- 一个Object二维数组（Object[][]），其中第一维的大小是测试方法将被调用的次数，第二维的大小包含一个对象数组，对象数组必须与测试方法的参数类型一致。
- 一个Object迭代器（Iterator<Object[]>）。它与前一种类型的唯一区别是，迭代器可以让你延迟创建你的测试数据。TestNG将先后调用该迭代器和测试方法，而测试方法的参数则由该迭代器依次返回。如果你有很多参数集要传递给测试方法，而你又不想事先把它们全部创建出来，这就非常有用了。

### 工具支持
TestNG既有现成软件，又可以通过IDE插件来调用。目前三大主流Java IDE——Eclipse、IntelliJ IDEA和NetBeans——都有针对TestNG的插件。它也可以配置为Apache Ant的定制任务，并且支持Apache Maven构建系统。Hudson的持续集成服务器已经内建了对TestNG的支持，并能进行跟踪，及随时间推移对测试结果进行可视化。多数Java代码覆盖率工具，如Cobertura，都可以与TestNG无缝衔接。

### 测试报告
TestNG可以生成HTML和XML格式的测试报告。Ant的JUnitReport任务可以转换XML输出，生成与使用JUnit时所获得的类似的报告。从4.6版开始，TestNG还提供了一个报告API。通过该API可以使用第三方的报告生成器，如ReportNG、PDFngreport和TestNG-XSLT。

## 与JUnit的对比
TestNG和JUnit是两个相似且相互竞争的Java工具，它们之间的差异及各自优势已经讨论了多年。两大阵营都有强大的基础和支持者。Stack Overflow的讨论可以反映这一争议。

### 注解
在JUnit 4中，@BeforeClass和@AfterClass方法必须被声明为静态的。而TestNG没有这个限制。
TestNG为套件、测试和组提供了四对额外的装/卸注解，即@BeforeSuite和@AfterSuite，@BeforeTest和@AfterTest，@BeforeGroup和@AfterGroup，@BeforeMethod和@AfterMethod。

### 参数化测试
这两个工具都实现了这个功能，但实现方式截然不同。
TestNG有两种方式来为测试方法提供不同的参数值：设置testng.xml，及定义@DataProvider的方法。
在JUnit 4中，使用@RunWith和@Parameters一起来实现参数化测试，而@Parameters方法必须返回List[]，它携带所有实际的值，这些值将作为参数被传递给专门的类构造器。

### 结论
JUnit常常被主流IDE默认支持，这有助于其更广泛的普及。而TestNG的目标则更广泛，不仅包括单元测试，还支持集成测试和验收测试等。哪一个更好或更适合，取决于使用情况和要求。